# 伊沃·什塔库拉
伊沃·什塔库拉（1923年2月25日—1958年10月26日），克罗地亚男子水球运动员。他曾代表南斯拉夫国家队参加1948年、1952年和1956年夏季奥林匹克运动会水球比赛，获得二枚银牌。